# Жерар Ларус
Жерар Ларус (на френски: Gérard Larrousse) е бивш пилот от Формула 1. Роден на 23 май 1940 година в Лион, Франция.

## Формула 1
Жерар Ларус прави своя дебют във Формула 1 в Голямата награда на Белгия през 1974 година. В световния шампионат записва 2 състезания като не успява да спечели точки. Състезава се за Скудерия Финото.